# Sundtjärnarna (Graninge socken, Ångermanland, 698011-156344)
Sundtjärnarna är en sjö i Sollefteå kommun i Ångermanland och ingår i Indalsälvens huvudavrinningsområde.